# 대한민국 형사소송법 제446조
대한민국 형사소송법 제446조는 파기의 판결의 정의에 대한 형사소송법의 조문이다.

## 조문
제446조(파기의 판결) 비상상고가 이유 있다고 인정한 때에는 다음의 구별에 따라 판결을 하여야 한다.

1. 원판결이 법령에 위반한 때에는 그 위반된 부분을 파기하여야 한다. 단, 원판결이 피고인에게 불이익한 때에는 원판결을 파기하고 피고사건에 대하여 다시 판결을 한다.

2. 원심소송절차가 법령에 위반한 때에는 그 위반된 절차를 파기한다.

## 참고 문헌
- 손동권 신이철, 새로운 형사소송법(초판, 2013), 세창, 2013. ISBN 9788984114081

## 같이 보기
- 비상상고